# Cloud 9 (Def Techのアルバム)
『Cloud 9』（クドゥ ナイン）は、Def Techが2018年7月25日にリリースした9枚目のミニアルバムである｡

## 概要
前作からは2年ぶりのリリースとなった。『Catch The Wave』以来となる、Def Techの2人によるセルフプロデュース作品となっている。今作より、Def Techのアルバムとしては初めてハイレゾ音源のダウンロードも開始された。

## タイトルの意味
『Cloud 9』には、「とても幸せ」や「意気揚々」などの意味が込められている。

## 収録曲
1. You Gotta (Def Tech & DJ2HIGH)
2. Fifty Shades of Blue
3. Defunkdafied
4. Love, Peace and Harmony (Def Tech & JiN)
5. Keep Moving (Poolside Remix)